# Giuseppe Tellera

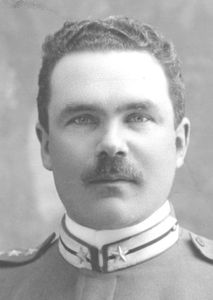
Giuseppe Tellera (1920er Jahre)

Giuseppe Tellera (* 14. März 1882 in Bologna; † 7. Februar 1941 bei Adschdabiya, Libyen) war ein italienischer General des Königlich-Italienischen Heeres zuletzt im Rang einer Armeekorpsgeneral. Zwischen 1940 und 1941 war er Oberbefehlshaber der 10. Armee. Er fiel im Einsatz während der Operation Compass, der ersten großen militärischen Operation der Alliierten des Zweiten Weltkrieges in Nordafrika, bei der die 10. Armee aufgerieben und in der Folge aufgelöst wurde.

## Leben
Giuseppe Tellera absolvierte nach dem Schulbesuch eine Offiziersausbildung an der Accademia Militare di Modena und wurde nach deren Abschluss am 25. August 1902 als Leutnant (Sottotenente) in das Königlich-Italienische Heer (Esercito Italiano) übernommen. Während seiner darauf folgenden verschiedenen Verwendungen wurde er am 28. September 1905 zum Oberleutnant (Tenente) befördert. 1909 begann er seine Ausbildung an der Kriegsschule (Scuola di Guerra) und wurde nach deren Abschluss am 3. Oktober 1912 zum Hauptmann (Capitano) befördert. Er nahm zwischen 1915 und 1918 am Ersten Weltkrieg teil und wurde am 27. Juli 1916 zum Major (Maggiore) befördert sowie für seine militärischen Verdienste am 9. November 1916 zum Ritter des Ordens der Krone von Italien ernannt. Im weiteren Kriegsverlauf wurde er am 29. Juli 1917 zum Oberstleutnant (Tenente colonnello) sowie am 6. Oktober 1918 zum Oberst (Colonnello) befördert.
In der Zwischenkriegszeit wurde er unter anderem 1918 Chef des Stabes der 22. Infanteriedivision (22ª Divisione fanteria “Cacciatori delle Alpi”) und am 18. April 1926 Offizier des Ordens der Krone von Italien. Er fungierte bis 1928 als Kommandeur des 78. Infanterieregiments „Toscana“ sowie danach als Chef der Sektion für Operationen im Obersten Generalstab und wurde für seine Verdienste am 25. Oktober 1931 Kommandeur des Ordens der Krone von Italien. Er war zwischen dem 29. Oktober 1932 und dem 30. November 1932 Kommandant der Zentralen Militärschule (Scuole centrali militari) in Civitavecchia und empfing in dieser Verwendung am 18. November 1932 seine Beförderung zum Brigadegeneral (Generale di Brigata). Nachdem er am 30. November 1935 zum Generalmajor (Generale di Divisione) befördert worden war, übernahm er vom 30. November 1935 bis zum 9. September 1937 den Posten als Kommandeur der Infanteriedivision „Isonzo“. Während dieser Zeit wurde er am 9. Januar 1936 zum Großoffizier des Ordens der Krone von Italien sowie zudem am 14. Januar 1937 zum Offizier des Ordens der Heiligen Mauritius und Lazarus ernannt.
Am 9. September 1937 übernahm Generalmajor Tellera den Posten als Kommandeur der in der Kolonie Italienisch-Libyen eingesetzten 60. Infanteriedivision (60ª Divisione fanteria “Sabratha”) und hatte diesen bis zum 1. August 1938 inne. Anschließend wurde er am 1. August 1938 zum Hauptquartier des Generalgouverneurs von Libyen Italo Balbo versetzt und war bis zum 22. Dezember 1940 Chef des Stabes des Oberkommandierenden in Nordafrika. Während dieser Verwendung wurde er am 10. März 1939 mit Rückwirkung zum 1. Januar 1939 zum Generalleutnant (Generale di corpo d’armata) befördert sowie am 5. Mai 1939 zum Kommandeur des Ordens der Heiligen Mauritius und Lazarus ernannt. Zuletzt wurde er am 23. Dezember 1940 Oberbefehlshaber der 10. Armee (10ª Armata). Er fiel am 7. Februar 1941 im Einsatz während der Operation Compass, der ersten großen militärischen Operation der Alliierten des Zweiten Weltkrieges in Nordafrika, bei der es zur Vernichtung der 10ª Armata kam.